# Den Nordiske Industri-, Landbrugs- og Kunstudstilling i Kjøbenhavn 1888
|  | Denne artikel behøver tilrettelse af sprogstilen. Sproget i denne artikel er af uencyklopædisk karakter. Da Wikipedia er en åben encyklopædi, der skal kunne læses af alle, er det vigtigt at holde et naturligt og neutralt dansk (uden f.eks. indforståede fagudtryk og superlativer). Du kan hjælpe ved at forbedre teksten. |

 Der er for få eller ingen kildehenvisninger i denne artikel, hvilket er et problem. Du kan hjælpe ved at angive troværdige kilder til de påstande, som fremføres i artiklen.

Den Nordiske Industri-, Landbrugs- og Kunstudstilling i Kjøbenhavn 1888 var årets store begivenhed i Danmark. Den ansvarlige komite for udstillingen bestod af 29 organisationer. Initiativtageren var Philip Schou, direktør for Den Kongelige Porcelænsfabrik og formand for Industriforeningen.
Der var ikke enighed om målet med udstillingen. Heller ikke efter at arrangementet var blevet en succes. Uenigheden skyldtes, at en mindre gruppe arrangører med Philip Schou i spidsen opfattede udstillingen som et særligt kunstindustrielt foretagende. Et flertal i udstillingskomiteen delte ikke den holdning, som Schous gruppe havde om kunstindustriens vigtige samfundsmæssige betydninger.
Succesen var til gengæld mærkbar.
Det skyldtes, at den grundlæggende historie om udstillingen var god: alle sluttede op om en fælles sag. På trods af at den politiske dagligdag var præget af fjendskab mellem Højre og Venstre. Dertil kom, at de toneangivende europæiske lande deltog som udstillere. Det var et stort skulderklap til småstaten Danmark, der ikke havde kunnet forvente den goodwill.
Udstillingen i 1888 bekræftede Danmark som en levedygtig nation og danskerne som et folk med en righoldig og alsidig historie. Udstillingen blev udgangspunkt for adskillige museer.

## Organisatorernes opfattelse af et nationalt ansvar banede vej for den nordiske udstilling i 1888
I takt med at udstillingen udfoldedes i løbet af 1888, var der lige så mange årsager til at være del af festen som der var organisatorer og gæster. Og alle tilføjede begivenheden hans eller hendes billede af hvad det hele drejede sig om. I foråret 1883 var alle disse billeder dog endnu kun fremtid. På det tidspunkt var omfanget af begivenheden nemlig ikke andet end en ide hos Philip Schou, parthaver og daglig bestyrer af Den Kongelige Porcelænsfabrik.
Lige som de foregående generationer af indflydelsesrige mænd fra årene efter demokratiets indførelse følte Philip Schou en forpligtelse til at involvere sig i nationale anliggender. Ideen til udstillingen kom i en periode, hvor nationen blev bygget. Bygget af mænd der forstod, at de var i en proces, selv om de selvfølgelig kun kunne gætte om det kollektive resultat af deres handlinger.
Den forståelse var af betydning både for selve ideens fremkomst og for realiseringen af den. Igen og igen blev det fremført af Philip Schou, at udstillingen fandt sted som en platform tilegnet Danmarks borgere; så de fik mulighed for at erkende den nationale enhed.
På samme vis var det de nationale aspekter, der sammenknyttede de meget forskellige interesser, der var repræsenteret i udstillingskomiteen. Naturligvis kunne konflikter ikke undgås, men samarbejdet blev båret af visheden om, at alle kombattanterne i sidste ende stod sammen om Dannebrog.

## Begrebet kunstindustri som katalysator for organisatorernes opfattelse af det nationale ansvar
En tilbagevendende årsag til konflikter i komiteen var spørgsmålet om, hvor kunstindustrien skulle placeres. For Philip Schou og dem, der havde støttet hans ide fra starten, var det udstillingens mål at fremme den.
Hvad var det kunstindustrielle? Konceptet var rester af romantisk tankegang kombineret med en kritisk holdning over for det moderne. En tro på en særlig folkesjæl, en tro på, at individuelle folkegrupper besad individuelle karakter, der kunne ses i deres produkter.
Det er næppe overraskende, at de, der fulgte de kunstindustrielle ideer, var negative mod indførelsen af maskiner i anden del af 1900-tallet. Maskinerne medførte, at det menneskelige islæt i produkterne forsvandt. Produkterne blev derfor ikke præget med en ’Folkegeist’, men blev sjæleløse. Den moderne tidsalders største udfordring var at finde frem til en metode, så den menneskelige berøring med produktet kunne bevares.
Løsningen var kunstindustri: værksteder af middel størrelse, der vedblev at bruge mandskab på så mange områder som muligt. Kun det hårdeste arbejde skulle reserveres til Mester Blodløs, som H.C. Andersen kaldte maskinerne. Den tankegang var ikke attraktiv for alle brancher. Mest tiltalende så den naturligvis ud for dem, der allerede havde et vist ’kunstnerisk udtryk’ i det færdige produkt. Alle otte initiativtagere kom som Philip Schou fra de brancher.

## Organisatorerne mente, at kunstindustrien kunne hindre nationens undergang
Det kunstindustrielle koncept nåede længere end til dem, der arbejdede i en kunstindustriel branche. Det skyldes udviklingen inden for økonomisk tænkning: for at have succes på det verdensmarked, der opstod i anden del af 1800-tallet, måtte nationerne specialisere sig.
Når denne økonomiske overvejelse blev sammenholdt med den kunstindustrielle tanke, fremkom resultatet: For en småstat som Danmark var den eneste måde at overleve markedsmekanismerne at specialisere sig. Hvor folkesjælen kunne skinne igennem. Det var ikke så meget et valg, som det var en nødvendighed.
De, der annoncerede den teori, var ganske vist en minoritet. Men på grund af nederlaget i 1864 var der i Danmark en udbredt frygt for, at nationen var på vej mod undergang. Det var en angst, der var prægnant også centralt i statsstyret. Og det var en angst, der gjorde mange lydhøre for stemmer, der kom med løsninger til at forhindre undergangen.
Alligevel var der en kontinuerlig kamp i udstillingskomiteen om kunstindustrien. Flertallet af komiteens medlemmer var direkte uenige i, at tanken skulle være væsentlig i udstillingen. Ikke mindst fordi det ville fortælle, at organisatorerne som helhed støttede den. Kampen om ’udstillings-ideologien’ blev vundet af initiativtagerne. Den nordiske udstilling i 1888 var først og fremmest en tribut til kunstindustrien.

## Nordisk broderskab som motiv til at feste; politiske implikationer som grund til at være stille
Livskraften i Skandinavien er siden tidernes morgen udsprunget af samme kilde, skrev en af initiativtagerne drømmende nogle år før udstillingen. Medlemmerne af den nordiske familie er derfor både ensartede og kan skelnes fra hinanden. Den poetiske argumentation var ikke helt uden fornuft i anden del af 1800-tallet. De århundreder, der dengang kunne ses tilbage på, var på mange måder defineret ved en sammenfiltret udvikling mellem de nordiske lande.
Det var derfor naturligt at invitere naboerne med til festen. Det ville gøre det muligt at få en oversigt over det fælles standpunkt, de nordiske lande havde med hensyn til industri, agerbrug og kunst. Det ville også være en påmindelse til den moderne tids arbejdere om deres fælles nordiske herkomst.
Derudover var talen om broderskab en fremmelse af den kunstindustrielle tankegang. Et beskyttet nordisk hjemmemarked ville skabe en stabil vækstzone for de mange små og mellemstore virksomheder, der allerede karakteriserede regionen. På dette punkt i den argumentatoriske kæde var initiativtagerne dog stille.
Årsagen var sandsynligvis, at diskussioner om nordisk enhed kunne bryde med Danmarks udenrigspolitik. Overfor Berlin bestod den i at sikre, at intet skulle kunne opfattes ’negativt.’ Talen om et beskyttet skandinavisk hjemmemarked der ville ekskludere Tyskland, men inkludere Finland (russisk satellit-stat) passede ikke her. Motiverne for at arrangere en udstilling var mange. Selvsagt blev ikke alle udtalt ligefremt.

## Individer på arbejde indenfor rammerne af den førende organisation
Vejen frem mod udstillingen bestod af hårdt arbejde. Det var Philip Schou, der fik
ideen i 1883. Samme år som han blev formand for Industriforeningen i København.
Foreningens mål havde siden stiftelsen i 1840'erne været at virke for de moderne tider ved at introducere nyopfundne vidundere i samfundet. Men i årene før Philip Schous blev formand, havde det arbejde haft ringe vilkår. Nok fordi medlemmerne i slutningen af 1870'erne mest af alt opfattede medlemskabet som gavn for rekreative faciliteter.
Da Philip Schou foreslog en række tiltag for at fremme kunstindustrien, blev han mødt med uvilje fra et flertal af Industriforeningens medlemmer. Et mindretal kunne dog forpligte foreningen i den foreslåede retning.
Denne minoritet var indflydelsesrig på grund af en betydelig repræsentation i foreningens udvalg. Og flere var desuden sønner af dem, der havde stiftet foreningen. Gruppen af initiativtagerne lignede en sammenknyttet minoritet, hvis ønsker var svære at overhøre.
Desuden krævede forslaget ikke mange penge. Og arbejdsindsatsen var frivillig. Så selv om ideen nok ikke var, hvad flertallet udtrykkeligt ønskede, kunne forslaget ikke skade andre interesser i foreningen. I en langt fra entydig sindsstemning besluttede Industriforeningen i 1884 at påtage sig det enorme ansvar for at organisere en udstilling i 1888.

## Udstillingskomiteens opbygning
Initiativtagernes opfattelse af de forbindelser, der var nødvendige for at realisere projektet, svarede ikke altid til institutionerne. Det kunne ses i en oversigt fra begyndelsen af 1885. Listen viste, hvem initiativtagerne mente var ønskelige medlemmer af udstillingskomiteen, og ikke alle på listen tilhørte en organisation. De repræsenterede politiske, royale og økonomiske fobindelser.
Det er næppe overraskende, at mange vidt forskellige interesser var ønskelige for at sikre projektet. Men når medlemskab af komiteen ikke blev afgrænset til institutioner, hvilken rolle havde individer i komiteen, der jo officielt bestod af organisationer? De fleste institutioner fik adgang til komiteen ved invitation. Invitationer, der typisk ikke kun bestod af oplysningen om, hvor mange sæder i komiteen institutionen var tildelt, men også navnene på dem, organisationen skulle sætte på dem.
Initiativtagerne brugte i nogle tilfælde nærmest institutionerne som spillekort. Som da Det Kongelige Landhusholdningsselskab tilsluttedes komiteen. Da selskabets repræsentanter ankom, fastslog de, at de også repræsenterede tre andre organisationer, der nu tilsluttedes komiteen. Eftersom adgangen til komiteen for de tre nye organisationer svarede til den personlige adgang via komiteens invitation, måtte det stå klart, at individer var lige så betydningsfulde som institutioner.
Nogle gange blev individer oven i købet anset som mere betydningsfulde end institutioner, som i tilfældet Det Kongelige Danske Kunstakademi. Akademiets direktør var ikke meget for akademiets deltagelse, mens komiteen var yderst interesseret i dets deltagelsen, men ønskede at undgå direktøren. Situationen var fastlåst i over et år, indtil menige akademimedlemmer besluttede at tage sagen i egen hånd og informerede komite og direktør om, at de ville repræsentere kunstakademiet.

## Bemærkninger om interaktionen mellem individer og institutioner i udstillingsforskningen
Der har til tider været tendens til at fokusere på det institutionelle aspekt. Og til at fremstille institutionerne som en samling af mennesker, der virkede næsten i en slags ensartet sindstilstand og hvordan individer var den ledende faktor i de første faser af etableringen af den nordiske udstilling i 1888.
Men der var ingen enhed i den organisation, der frem blev betragtet som den ledende ’aktør’ i årene, hvor projektet kun var snak. Senere, da udstillingen blev en etableret succeshistorie, huskede alle naturligvis, hvordan den følelse havde fulgt projektet fra starten.
Denne indfaldsvinkel underminerer på ingen måde institutioners rolle som ’iværksættere.’ Institutioner var vigtige for udstillingsideens realisering i anden del af 1800-tallet. Pointen er snarere, at ved at se på individer, bliver vi måske i stand til at se den personlige dagsorden under skåltalerne. Dermed kan det måske også ses, hvordan begivenheder på det institutionelle og individuelle plan samvirkede og fremmede ideen om udstillinger.

## Postscriptum til ideen der satte Københavner-udstillingen i gang
I 1880'erne var de romantiske tanker om kunstindustri en anakronisme. Ideen bestod af en tro på særlige kvaliteter hos det enkelte folk, der var reflekteret i folkets håndværk. Det krævede ikke blot en ekstraordinær politisk velvilje at realisere det i den virkelige verden, og at få støtte til sådan en plan var vanskelig.
Alligevel var det, hvad gruppen af initiativtagere sigtede efter med arrangementet. Men de fejlede. Det så snarere ud til, at hovedparten af de involverede medvirkede for at ’få en tur i rutsjebanen.’ Det betyder ikke, at udstillingen ikke affødte længerevarende resultater. Den gjorde den. Men opblomstringen af kunstindustri var ikke et af dem. I stedet kom konceptet på museum, hvor det stadig kan beses. Det hedder ikke længere Kunstindustrimuseet, men Dansk Design Museum. Og Danish Design er en verdensomspændende udløber heraf.

## Fotografier fra udstillingen
- Denne enestående samling i form af 14 håndindbundne fotoalbum med guldtryk findes hos Danmarks Tekniske Informationscenter (DTU Bibliotek, www.bibliotek.dtu.dk). I alt er der ca. 800 fotos i samlingen. Fotograferet af Sophus Juncker Jensen.
- Fotografierne fra udstillingen er i 2021 blevet digitaliseret og kan nu findes - og hentes - på https://tekniskkulturarv.dk

55°40′25.8″N 12°34′12.1″Ø / 55.673833°N 12.570028°Ø